# チェットトン王家
チェットトン王家 (ราชวงศ์เจ้าเจ็ดตน) とは、1782年以降、チエンマイの国主に任命されたカーウィラの一族を言う言葉である。ティッパチャック王家 (ราชวงศ์ทิพย์จักร์) 、ティッパヤウォン王家 (ราชวงศ์ทิพยวงศ์) ティップチャク王家 (ราชวงศ์ทิพย์จักร) などとも呼ばれる。

## 小史
チェットトン家の始祖はカーウィラの祖父でティッパチャックと言った。いわゆるラーンナーと呼ばれる地域は、当時ビルマ・コンバウン王朝の支配下にあったが、コンバウン王朝は中国との戦いに疲弊しラーンナー地域に対する支配力を弱めており、ラーンナーでは重税にたえかねた民衆らが蜂起するなど、混乱期にあった。
1730年にはラーンナー地域における主要都市の一つであるラムパーンで反乱があったが、猟師であったティッパチャックはこの反乱にビルマ側の将校として参加し、反乱を鎮圧し、ビルマに帰順した。これによりティップチャックは1732年よりラムパーンの国主となった。
その後、1771年ティッパチャックの息子カーウィラはビルマに反旗を翻す事を決意、チャーバーンという将軍と共にトンブリーのタークシン王に援軍を求めラーンナー地域をビルマの覇権下から退けた。このとき、カーウィラは姪をタークシン王に差し出し、また、後にシャムの副王となるスラシンハナートにカーウィラの妹であるシーアノーチャーを嫁がせシャムとのコネクションを強めた。
その後チャーバーンがタークシン王の怒りを買い、投獄されトンブリーで死ぬと、1782年カーウィラはその後に即位したシャム王ラーマ1世によってチエンマイの国主に命ぜられた。ただ、実際にはチエンマイはこのときまでに廃墟と化していた。1796年にチエンマイが再建され、名実共にラーンナーが復興した。
その後、チェットトン王家出身の人物によりチエンマイ、ラムパーン、ラムプーンなどの国主は事実上世襲され、チャクリー王朝の覇権を認めた上での統治が認められた。チェットトン王家の権力は、ラーマ5世（チュラーロンコーン）がチャクリー改革と呼ばれる行政改革を行ってから徐々になくなっていったが、ラーマ6世により、それぞれの国主の家系に特殊な名字を下賜したことにより、現在でもチェットン王家の末裔が存在し、地元の名家の地位を享受している。

## チェットトン王家出身の国主・君主
以下は大まかな、チェットトン家出身の国主・君主の一覧である。ケーオナワラット少将を始祖とする一族は「ナ・チエンマイ」、ブンヤワートウォンマーニットを始祖とする一族は「ナ・ラムパーン」、チャクラカムカチョーンサックを始祖とする一族には「ナ・ラムプーン」という名字がラーマ6世より下賜されており、現在でも名字に名乗る人物が多数居る。